# Argyrodes nephilae
Argyrodes nephilae är en spindelart som beskrevs av Władysław Taczanowski 1873. Argyrodes nephilae ingår i släktet Argyrodes och familjen klotspindlar. Inga underarter finns listade i Catalogue of Life.

## Bildgalleri

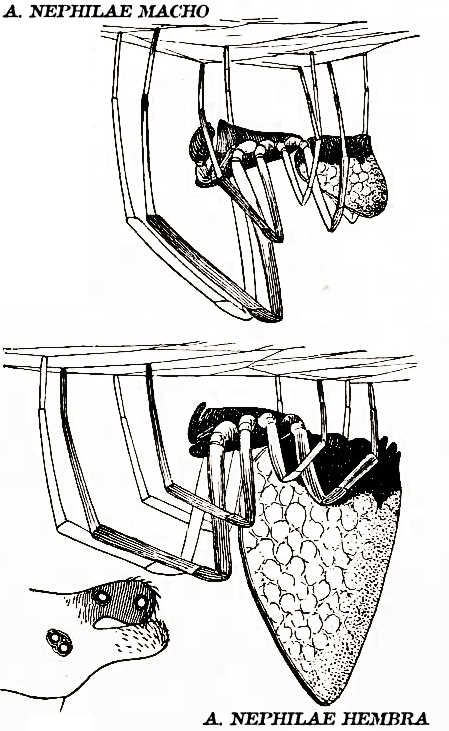